# Équipe de Nauru de football australien
L'équipe de Nauru de football australien (anglais : Nauru national Australian rules football team), surnommée les Chiefs (Chefs), représente Nauru dans le football australien international. Bien que Nauru soit un petit pays, le sport étant très populaire à Nauru, l'équipe est régulièrement classée parmi les meilleures équipes de football australiennes au monde et l'une des équipes sportives les plus performantes de Nauru.